# Moses Montefiore
Moses Haim Montefiore, I Barón, FRS (24 de octubre de 1784 - 28 de julio de 1885) fue un financiero y banquero británico, activista, filántropo y alguacil de Londres. Nacido en el seno de una familia judía italiana de origen sefardí, donó grandes sumas de dinero para promover la industria, los negocios, el desarrollo económico, la educación y la salud entre la comunidad judía del Levante, incluida la fundación de Mishkenot Sha'ananim en 1860, el primer asentamiento del Nuevo Yishuv. Como presidente de la Junta de Diputados de los Judíos Británicos, su correspondencia con el cónsul británico en Damasco Charles Henry Churchill en 1841-42 se considera fundamental para el desarrollo del protosionismo.